# Hubert Bekrycht
Hubert Bekrycht (ur. 16 marca 1969) – polski dziennikarz prasowy, telewizyjny i radiowy; dyrektor i redaktor naczelny TVP Łódź (2016–2018); sekretarz generalny Stowarzyszenia Dziennikarzy Polskich.

## Życiorys
Studiował filologię polską, administrację oraz dziennikarstwo na Uniwersytecie Łódzkim, jednakże nie podjął się obrony dyplomu. Od 1992 r. jest dziennikarzem. Pracował m.in. w prasie, TVP i Polskim Radiu. Był m.in. redaktorem naczelnym „Nowego Biuletynu Łódzkiego” i „Kuriera Wnet”. W latach 2016–2018 pełnił funkcję dyrektora oraz redaktora naczelnego TVP Łódź. Od 1 stycznia 2022 jest redaktorem naczelnym portalu Stowarzyszenia Dziennikarzy Polskich – sdp.pl.
Jest autorem audycji radiowych i tekstów publicystycznych poświęconych historii Polski, współautorem filmu „Dwa Dwudziestolecia” (2010) o historii łódzkiego samorządu, a także mockumentu „A gdyby tak… Powstanie Styczniowe 1863-1864” (2013). Jest również inicjatorem telewizyjnego cyklu 65. krótkich form reportażowych „Łódzkie drogi ku wolności” (2018).
Pełni funkcję wiceprezesa Stowarzyszenia Dziennikarzy Polskich Oddział w Łodzi (od 2009), od 2021 jest członkiem Zarządu Głównego oraz sekretarzem generalnym SDP. Był i obserwatorem i delegatem SDP na zjazdy dziennikarskie European Federation of Journalists.

### Zaangażowanie w spór wokół mediów publicznych w Polsce
W grudniu 2023 r. i styczniu 2024 r. wraz z członkami Zarządu Głównego SDP podpisywał apele, oświadczenia i protesty przeciwko, zdaniem Zarządu Głównego SDP, bezprawnemu przejęciu mediów publicznych, przez Bartłomieja Sienkiewicza. Jak wskazywały w protestach władze SDP chodziło o siłową interwencję prywatnych firm ochroniarskich wprowadzających w nocy z 19 na 20 grudnia 2023 r. nowe władze mediów publicznych. W czerwcu 2024 r. został dyscyplinarnie zwolniony z Polskiej Agencji Prasowej m.in. za publikacje o bezprawnym przejęciu mediów publicznych i ich likwidacji na łamach portalu sdp.pl i publiczne wypowiedzi w tych sprawach oraz działalność jako sekretarz generalny SDP . W sprawie zwolnienia Huberta Bekrychta z PAP protest wystosowało Centrum Monitoringu Wolności Prasy SDP oraz Zarząd Główny SDP.

## Wyróżnienia
- Nagroda Honorowa „Świadek Historii” (2019) nadana przez IPN[4],
- Brązowy Krzyż Zasługi (2022) za zasługi w działalności na rzecz środowiska dziennikarzy polskich[16].